# Perumbavoor
Perumbavoor (o Perumpavur) è una suddivisione dell'India, classificata come municipality, di 26.550 abitanti, situata nel distretto di Ernakulam, nello stato federato del Kerala. In base al numero di abitanti la città rientra nella classe III (da 20.000 a 49.999 persone).

## Geografia fisica
La città è situata a 10° 7' 60 N e 76° 28' 60 E e ha un'altitudine di 34 m s.l.m..

## Società

### Evoluzione demografica
Al censimento del 2001 la popolazione di Perumbavoor assommava a 26.550 persone, delle quali 13.146 maschi e 13.404 femmine. I bambini di età inferiore o uguale ai sei anni assommavano a 2.959, dei quali 1.566 maschi e 1.393 femmine. Infine, coloro che erano in grado di saper almeno leggere e scrivere erano 22.275, dei quali 11.226 maschi e 11.049 femmine.